# Pyrausta cardinalis
Pyrausta cardinalis is een vlinder van de familie van de grasmotten (Crambidae). De wetenschappelijke naam van deze soort is voor het eerst voorgesteld als Synchromia cardinalis door Achille Guenée in een publicatie uit 1854.
De spanwijdte bedraagt ongeveer 12 millimeter.
De soort komt voor in de Verenigde Staten (Florida, de Amerikaanse Maagdeneilanden), Cuba, de Dominicaanse Republiek en Puerto Rico.